# Brasil Tennis Challenger 2024 - Doppio
Il doppio del torneo di tennis professionistico Brasil Tennis Challenger 2024, facente parte della categoria Challenger 75 nell'ambito dell'ATP Challenger Tour 2024, si è giocato dal 29 gennaio al 4 febbraio a Piracicaba, in Brasile. Tra le coppie partecipanti erano presenti Orlando Luz e Marcelo Zormann, i detentori del titolo ma sono stati eliminati al primo turno.
In finale Guido Andreozzi e Guillermo Durán hanno sconfitto Daniel Dutra da Silva e Pedro Sakamoto con il punteggio di 6–2, 7–6(5).

## Teste di serie
1. Guido Andreozzi /  Guillermo Durán (campioni)
2. Orlando Luz /  Marcelo Zormann (primo turno)

1. Federico Agustín Gómez /  Renzo Olivo (ritirati)
2. Mateus Alves /  Eduardo Ribeiro (semifinale)

## Wildcard
1. Enrique Bogo /  Rafael Tosetto (primo turno)

1. Matheus Bueres /  Enzo Camargo Lima (quarti di finale)

## Alternate
1. Àlex Martí Pujolràs /  Alexander Weis (semifinale)

1. Igor Gimenez /  Nicolas Zanellato (primo turno)

## Tabellone

### Legenda
| - Q = Qualificato - WC = Wild card - LL = Lucky loser | - ALT = Alternate - SE = Special Exempt - PR = Protected Ranking | - w/o = Walkover - r = Ritirato - d = Squalificato |

|  | Primo turno | Primo turno                             | Primo turno                    | Primo turno                    | Primo turno |  |  | Quarti di finale | Quarti di finale                        | Quarti di finale                        | Quarti di finale                        | Quarti di finale |   |      | Semifinali | Semifinali                      | Semifinali                      | Semifinali                           | Semifinali                           |   |    | Finale | Finale | Finale | Finale | Finale |  |
|  |             |                                         |                                |                                |             |  |  |                  |                                         |                                         |                                         |                  |   |      |            |                                 |                                 |                                      |                                      |   |    |        |        |        |        |        |  |
|  | 1           | G Andreozzi G Durán                     | 2                              | 6                              | [10]        |  |  |                  |                                         |                                         |                                         |                  |   |      |            |                                 |                                 |                                      |                                      |   |    |        |        |        |        |        |  |
|  |             | L Britto PA Saraiva Dos Santos          | 6                              | 3                              | [6]         |  |  | 1                | G Andreozzi G Durán                     | G Andreozzi G Durán                     | G Andreozzi G Durán                     | w/o              |   |      |            |                                 |                                 |                                      |                                      |   |    |        |        |        |        |        |  |
|  |             | H Casanova S Rodríguez Taverna          | H Casanova S Rodríguez Taverna | H Casanova S Rodríguez Taverna |             |  |  |                  | N Sánchez Izquierdo C Taberner          | N Sánchez Izquierdo C Taberner          | N Sánchez Izquierdo C Taberner          |                  |   |      |            |                                 |                                 |                                      |                                      |   |    |        |        |        |        |        |  |
|  |             | N Sánchez Izquierdo C Taberner          | N Sánchez Izquierdo C Taberner | N Sánchez Izquierdo C Taberner | w/o         |  |  |                  |                                         |                                         |                                         |                  |   |      | 1          | G Andreozzi G Durán             | 6                               | 5                                    | [11]                                 |   |    |        |        |        |        |        |  |
|  | Alt         | À Martí Pujolràs A Weis                 | À Martí Pujolràs A Weis        | 6                              | 7           |  |  |                  |                                         | Alt                                     | À Martí Pujolràs A Weis                 | 2                | 7 | [9]  |            |                                 |                                 |                                      |                                      |   |    |        |        |        |        |        |  |
|  | WC          | E Bogo R Tosetto                        | E Bogo R Tosetto               | 4                              | 64          |  |  | Alt              | À Martí Pujolràs A Weis                 | À Martí Pujolràs A Weis                 | 6                                       | 7                |   |      |            |                                 |                                 |                                      |                                      |   |    |        |        |        |        |        |  |
|  | WC          | M Bueres E Camargo Lima                 | M Bueres E Camargo Lima        | M Bueres E Camargo Lima        | w/o         |  |  | WC               | M Bueres E Camargo Lima                 | M Bueres E Camargo Lima                 | 3                                       | 5                |   |      |            |                                 |                                 |                                      |                                      |   |    |        |        |        |        |        |  |
|  |             | M Cecchinato A Giannessi                | M Cecchinato A Giannessi       | M Cecchinato A Giannessi       |             |  |  |                  |                                         |                                         |                                         |                  |   |      | 1          | Guido Andreozzi Guillermo Durán | Guido Andreozzi Guillermo Durán | 6                                    | 7                                    |   |    |        |        |        |        |        |  |
|  | Alt         | I Gimenez N Zanellato                   | 4                              | 6                              | [8]         |  |  |                  |                                         |                                         |                                         |                  |   |      |            |                                 |                                 | Daniel Dutra da Silva Pedro Sakamoto | Daniel Dutra da Silva Pedro Sakamoto | 2 | 65 |        |        |        |        |        |  |
|  |             | M Pucinelli de Almeida JL Reis da Silva | 6                              | 3                              | [10]        |  |  |                  | M Pucinelli de Almeida JL Reis da Silva | M Pucinelli de Almeida JL Reis da Silva | M Pucinelli de Almeida JL Reis da Silva |                  |   |      |            |                                 |                                 |                                      |                                      |   |    |        |        |        |        |        |  |
|  |             | G Villanueva D Wenger                   | 6                              | 63                             | [10]        |  |  | 4                | M Alves E Ribeiro                       | M Alves E Ribeiro                       | M Alves E Ribeiro                       | w/o              |   |      |            |                                 |                                 |                                      |                                      |   |    |        |        |        |        |        |  |
|  | 4           | M Alves E Ribeiro                       | 2                              | 7                              | [12]        |  |  |                  |                                         |                                         |                                         |                  |   |      | 4          | M Alves E Ribeiro               | 7                               | 5                                    | [8]                                  |   |    |        |        |        |        |        |  |
|  |             | A Barrena JP Ficovich                   | A Barrena JP Ficovich          | 1                              | 4           |  |  |                  |                                         |                                         | D Dutra da Silva P Sakamoto             | 5                | 7 | [10] |            |                                 |                                 |                                      |                                      |   |    |        |        |        |        |        |  |
|  |             | D Dutra da Silva P Sakamoto             | D Dutra da Silva P Sakamoto    | 6                              | 6           |  |  |                  | D Dutra da Silva P Sakamoto             | D Dutra da Silva P Sakamoto             | D Dutra da Silva P Sakamoto             | w/o              |   |      |            |                                 |                                 |                                      |                                      |   |    |        |        |        |        |        |  |
|  |             | M Kestelboim JB Torres                  | 6                              | 3                              | [10]        |  |  |                  | M Kestelboim JB Torres                  | M Kestelboim JB Torres                  | M Kestelboim JB Torres                  |                  |   |      |            |                                 |                                 |                                      |                                      |   |    |        |        |        |        |        |  |
|  | 2           | O Luz M Zormann                         | 2                              | 6                              | [8]         |  |  |                  |                                         |                                         |                                         |                  |   |      |            |                                 |                                 |                                      |                                      |   |    |        |        |        |        |        |  |